# (847) Agnia
Agnia és l'asteroide número 847. Va ser descobert per l'astrònom Grigori Neüimin des de l'Observatori de Simeiz, el 2 de setembre de 1915. La seva designació provisional era 1915 XX. Fa aproximadament 28 km de diàmetre.